# France aux Jeux olympiques intercalaires de 1906
La France participe aux Jeux olympiques intercalaires de 1906 à Athènes en Grèce. 
Alors que les Jeux sont reconnus comme olympiques pour les contemporains, depuis 1949, cette compétition multisports n'est pas reconnue par le Comité international olympique et par conséquent, par le Comité national olympique et sportif français. La compétition n'a pas le statut d'olympique et les médailles ne sont pas comptabilisés.

## Histoire
Les jeux se déroulent au Stade panathénaïque d'Athènes en Grèce du 22 avril au 2 mai 1906. La délégation française, composée de 56 athlètes (55 hommes et 1 femme), participe à 9 sports sur 13. Elle termine première du classement des médailles, juste devant l’équipe de Grèce, en remportant 40 médailles (15 médailles d'or, 9 médailles d'argent et 16 médailles de bronze) pour 35 médaillés. Le meilleur Français est Léon Moreaux qui termine deuxième au classement individuel du nombre de médailles (5 médailles dont 2 en or), derrière l’Américain Martin Sheridan.

## Présentation des épreuves auxquelles la France a participé
La France a participé à 11 sports différents.
- Athlétisme
- Aviron
- Cyclisme
- Escrime
- Football
- Gymnastique
- Haltérophilie
- Lutte
- Natation
- Tennis
- Tir sportif

## Médaillés
56 athlètes français sont présents à ces jeux prennent part à ces Jeux. 35 d'entre eux ont remporté au moins 1 médaille.
| Classement | Athlète                       | Genre | Âge | Discipline                 | Or | Argent | Bronze | Total |
| ---------- | ----------------------------- | ----- | --- | -------------------------- | -- | ------ | ------ | ----- |
| 1          | Léon Moreaux                  | H     | 54  | Tir sportif                | 2  | 1      | 2      | 5     |
| 2          | Max Decugis                   | H     | 23  | Tennis                     | 3  |        |        | 3     |
| 3          | Georges Dillon-Kavanagh       | H     | 33  | Escrime                    | 2  | 1      |        | 3     |
| 4          | Gaston Delaplane              | H     | 24  | Cyclisme / Aviron          | 1  | 1      | 1      | 3     |
| 5          | Jean Fouconnier               | H     |     | Tir sportif                | 1  | 1      | 1      | 3     |
| 6          | Maurice Lecoq                 | H     | 52  | Tir sportif                | 1  |        | 2      | 3     |
| 7          | Fernand Vast                  | H     | 19  | Cyclisme                   | 1  |        | 2      | 3     |
| 8          | Raoul de Boigne               | H     | 43  | Tir sportif                |    | 1      | 2      | 3     |
| 9          | Georges de La Falaise         | H     | 40  | Escrime                    | 2  |        |        | 2     |
| 10         | Pierre Payssé                 | H     | 32  | Gymnastique                | 2  |        |        | 2     |
| 11         | Maurice Germot                | H     | 23  | Tennis                     | 1  | 1      |        | 2     |
| 12         | Pierre Georges Louis d'Hughes | H     | 32  | Escrime                    | 1  |        | 1      | 2     |
| 13         | Maurice Bardonneau            | H     | 20  | Cyclisme                   |    | 2      |        | 2     |
| 14         | Charles Delaporte             | H     | 25  | Cyclisme / Aviron          |    | 1      | 1      | 2     |
| 15         | Marcel Frébourg               | H     | 14  | Aviron                     |    | 1      | 1      | 2     |
| 16         | Adolphe Bernard               | H     | 35  | Aviron                     |    |        | 2      | 2     |
| 17         | Georges Charmoille            | H     |     | Gymnastique                |    |        | 2      | 2     |
| 18         | Joseph Halcet                 | H     | 24  | Aviron                     |    |        | 2      | 2     |
| 19         | Jean-Baptiste Mathieu         | H     | 25  | Aviron                     |    |        | 2      | 2     |
| 20         | Marie Decugis                 | F     | 21  | Tennis                     | 1  |        |        | 1     |
| 21         | Fernand Gonder                | H     | 22  | Athlétisme                 | 1  |        |        | 1     |
| 22         | Cyril Mohr                    | H     |     | Escrime                    | 1  |        |        | 1     |
| 23         | Léon Delignières              | H     |     | Aviron                     |    | 1      |        | 1     |
| 24         | Paul Echard                   | H     |     | Aviron                     |    | 1      |        | 1     |
| 25         | Edmund Giraud                 | H     | 25  | Football                   |    | 1      |        | 1     |
| 26         | Jim Giraud                    | H     | 23  | Football / Tennis          |    | 1      |        | 1     |
| 27         | Henri Joly                    | H     |     | Football                   |    | 1      |        | 1     |
| 28         | Joseph Larran                 | H     | 29  | Aviron                     |    | 1      |        | 1     |
| 29         | Maurice Faure                 | H     | 46  | Tir sportif                |    |        | 1      | 1     |
| 30         | Jean-Baptiste Laporte         | H     | 25  | Aviron                     |    |        | 1      | 1     |
| 31         | Edmond Luguet                 | H     | 20  | Cyclisme                   |    |        | 1      | 1     |
| 32         | Hermann Martin                | H     |     | Tir sportif                |    |        | 1      | 1     |
| 33         | Alexandre Maspoli             | H     | 30  | Haltérophilie / Athlétisme |    |        | 1      | 1     |
| 34         | Henri Menjou                  | H     |     | Cyclisme                   |    |        | 1      | 1     |
| 35         | Pierre Sourbé                 | H     | 22  | Aviron                     |    |        | 1      | 1     |